# Gweru United FC
El Gweru United es un equipo de fútbol de Zimbabue que juega en la División 2 de Zimbabue, tercera categoría de fútbol en el país.

## Historia
Fue fundado en el año 1979 en la localidad de Gweru en la región de Midlands tras la independencia de Zimbabue del Reino Unido y fueron uno de los equipos fundadores de la Liga Premier de Zimbabue tras la independencia.
Durante los años 1980s fue el club más importante de la región,aunque su principal logro fue haber llegado a la final de la Copa de Zimbabue, perdiendo ante el Black Rhinos FC en 1984. El club se mantuvo en la máxima categoría hasta que descendió en 1987.
A nivel internacional ha participado en un torneo continental, en la Recopa Africana 1985, donde fue eliminado en la segunda ronda por el KCC FC de Uganda.

## Participación en competiciones de la CAF
| Temporada | Torneo                   | Ronda | Club     | Casa | Visita | Global |
| --------- | ------------------------ | ----- | -------- | ---- | ------ | ------ |
| 1985      | African Cup Winners’ Cup | 1     | Lioli FC | 2-1  | 1-1    | 3-2    |
| 1985      | African Cup Winners’ Cup | 2     | KCC      | 1-1  | 1-3    | 2-4    |